# 盧坦
盧坦（748年—817年），字保衡，河南洛陽人，出自范阳卢氏北祖第四房。
先祖是范陽人。官河南尉，與杜黃裳有往來。累官刑部侍郎盐铁转运使。又曾任东川节度使。元和十二年卒，赠礼部尚书。

## 延伸阅读
[在维基数据编辑]
 在维基文库阅读此作者作品
 《舊唐書·卷153》，出自刘昫《舊唐書》
 《新唐書·卷159》，出自《新唐書》